# Urspring (Ach)
Die Urspring ist ein linker, 580 m langer Zufluss der Ach bei Schelklingen im Alb-Donau-Kreis in Baden-Württemberg. Sie ist eines der kürzesten Fließgewässer in Deutschland. 

## Urspringquelle

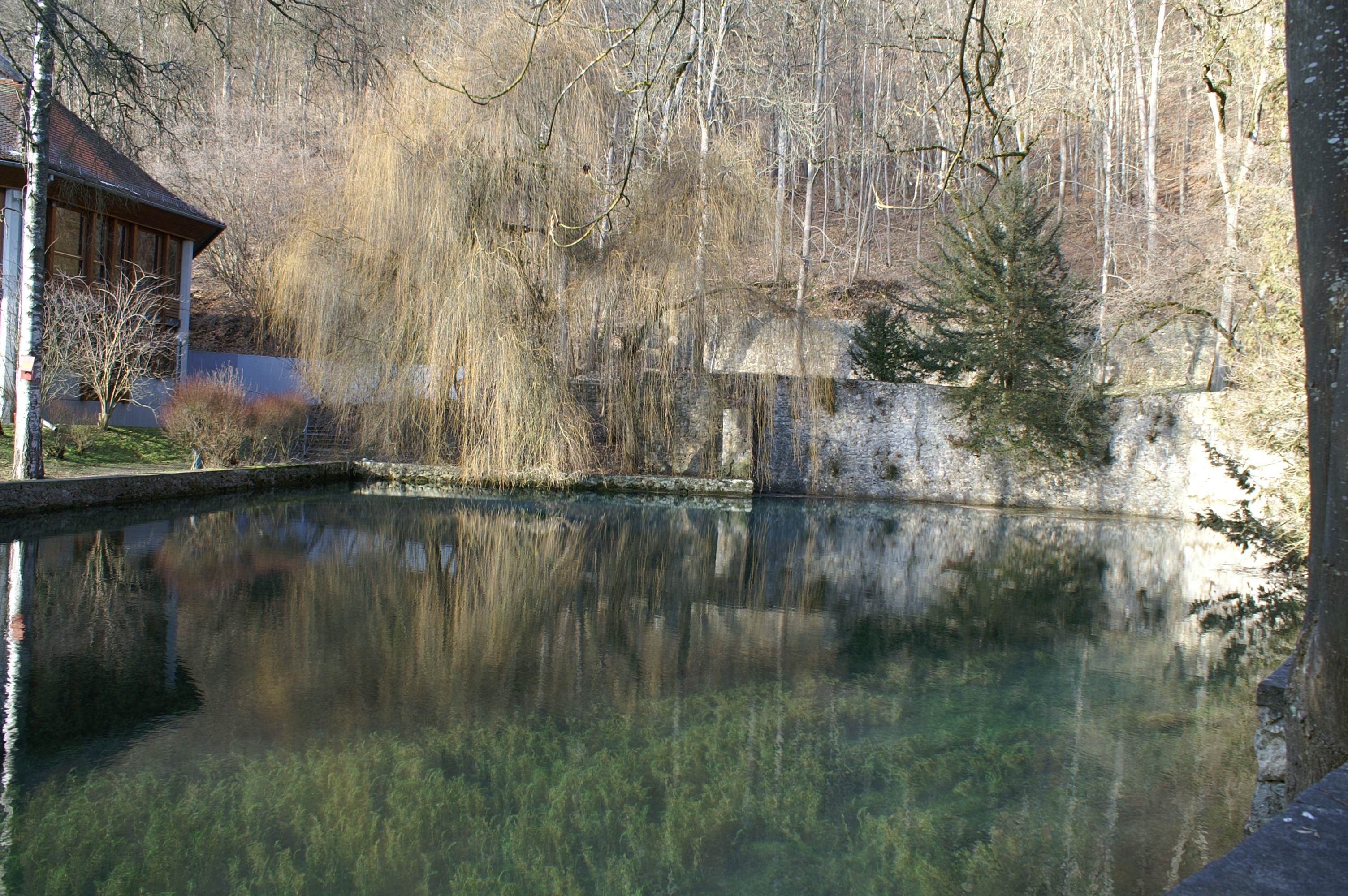
Quelltopf Urspring

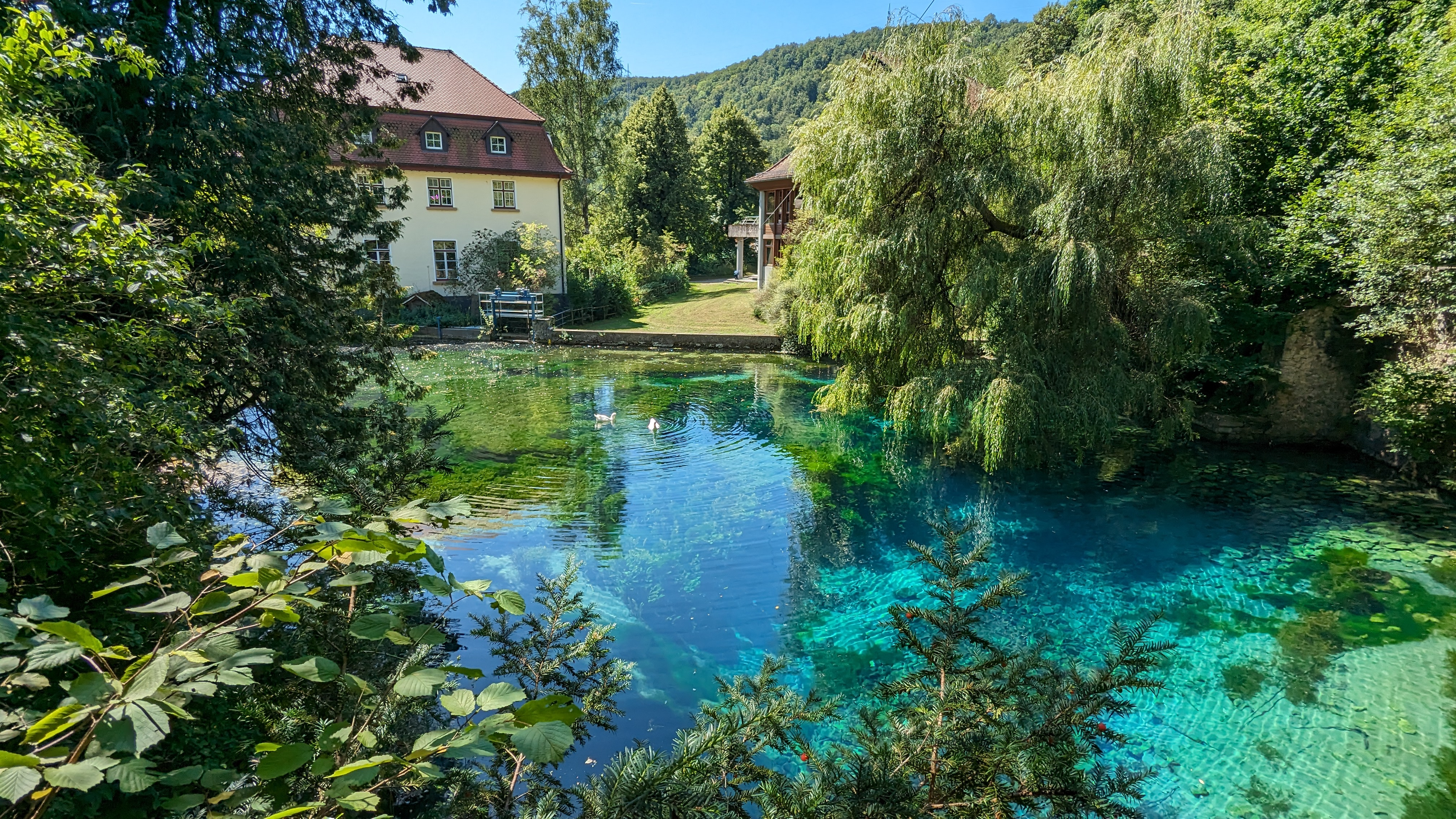
Der Urspring-Quelltopf (2023) mit der ehemaligen Mühle

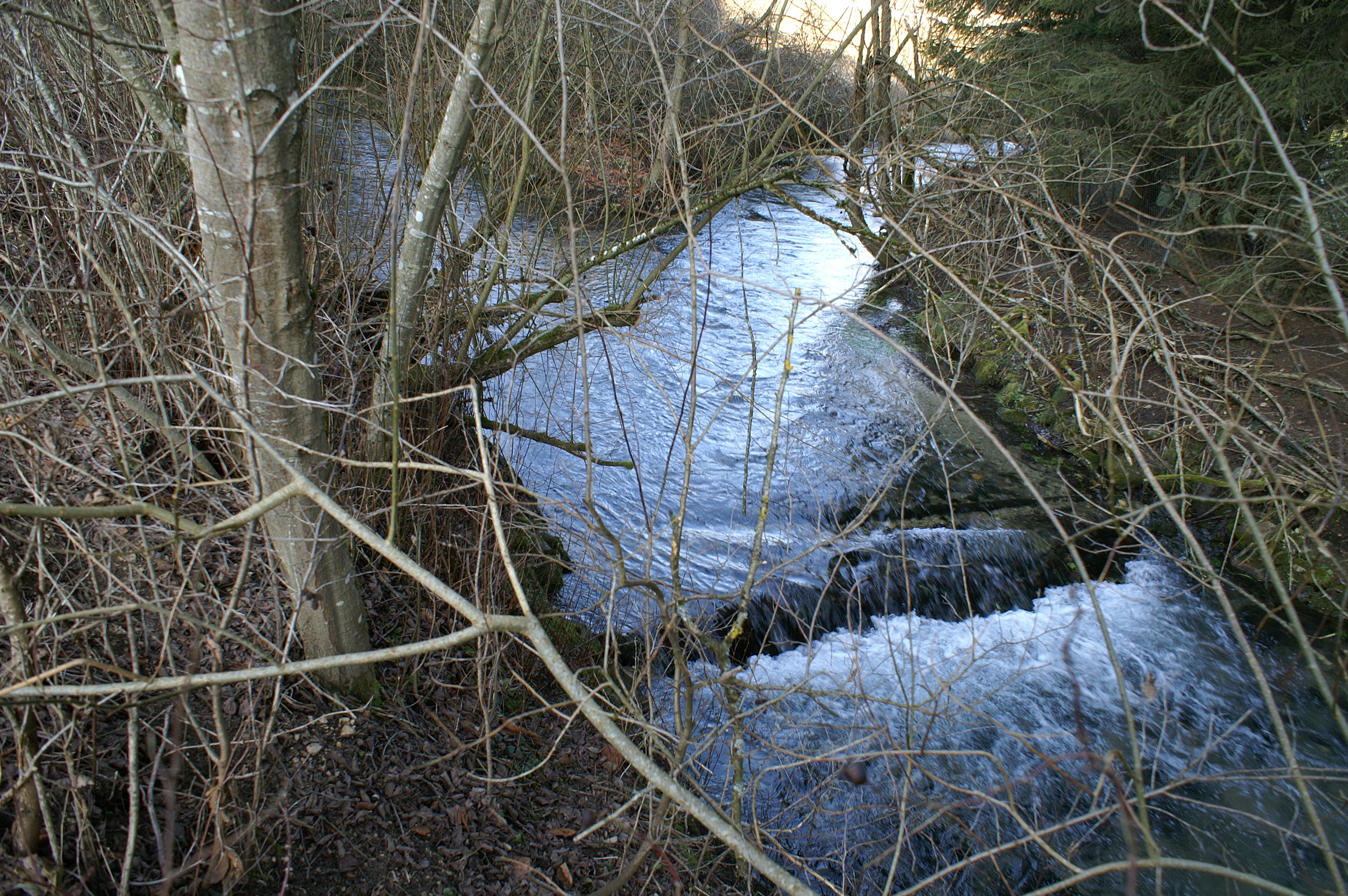
Die Urspring (hinten rechts) mündet in die Ach (hinten links)

Die Urspringquelle (amtlich: Quelltopf Urspring), manchmal nur Ursprung genannt, befindet sich beim ehemaligen Benediktinerinnen-Kloster Urspring, der heutigen Urspringschule, und wird von einer Natursteinmauer umfasst. Die Quelle bildet einen kleinen Hügel aus Kalksinter. Durchschnittlich schüttet die Karstquelle 500 Liter pro Sekunde (min. 100 l/s, max. 2.500 l/s). Der Quelltopf ist etwa fünf Meter tief, das Einzugsgebiet reicht bis zum Truppenübungsplatz Münsingen.

## Verlauf
Der Abfluss aus dem Quelltopf erfolgt über zwei Wehre, die den Bach in zwei Armen um ein Gebäude, in dem sich die Schneiderei und die Modellbau-Werkstatt der Schule befindet, herumleiten. Kurz nach dem Gebäude vereinigen sich die zwei Arme wieder. 
Die Urspring fließt nun im Tal einer Urdonauschleife Richtung Süden. Ihr Wasser wird dort in einige Fischzuchtweiher geleitet. Etwa 500 Meter unterhalb ihrer Quelle, wenige Meter östlich des Achursprunges, mündet die Urspring in die Ach.